# زداغ (ولادناصر الغربية)
زداغ هو دُوَّار يقع بجماعة سيدي الطيبي، إقليم القنيطرة، جهة الرباط سلا القنيطرة في المملكة المغربية. ينتمي الدوّار لمشيخة ولادناصر الغربية التي تضم دوار واحد. يقدر عدد سكانه بـ 1296 نسمة حسب الإحصاء الرسمي للسكان والسكنى لسنة 2004.

## روابط خارجية
- البوابة الوطنية للجماعات الترابية نسخة محفوظة 12 مارس 2018 على موقع واي باك مشين.
- المندوبية السامية للتخطيط